# 胡志明国家政治学院
胡志明国家政治学院（Học viện Chính trị Quốc gia Hồ Chí Minh；Ho Chi Minh National Academy of Politics，缩写HCMA）是越南共产党的中央党校和行政学院，原称阮爱国高级党校。
校名中的阮爱国和胡志明都是为了纪念胡志明。

## 校名
- 阮爱国中央党校（1949-1962）
- 阮爱国中央学校（1962-1975）
- 阮爱国高级党校（1975-1986）
- 阮爱国社会科学学院，简称阮爱国学院（1986-1993）
- 胡志明国家政治学院（1993-2007）
- 胡志明国家政治与行政学院 (2007 - 2013)
- 胡志明国家政治学院（2014年至今）

## 简介
胡志明国家政治学院是越共中央直属事业单位，是全国公办事业单位领导和管理机构中领导、中高级管理人员、行政和公务员培训和培养中心，是马列主义理论和胡志明思想科学研究、党的路线和国家政策法规研究、政治学研究的国家中心。
现任院长阮春胜。

## 对外合作
学院与中共中央党校联系密切。
学院也与澳大利亚驻越大使馆和澳大利亚越南人力资源发展中心（Aus4skills）开展合作，同澳大利亚人权委员会合作实施将人权内容纳入越南国民教育系统的项目，与联合国开发计划署（UNDP）合作实施越南省级政府公共管理绩效指数(PAPI)项目等。